# Прахт
Прахт (нім. Pracht) — громада в Німеччині, розташована в землі Рейнланд-Пфальц. Входить до складу району Альтенкірхен. Складова частина об'єднання громад Гамм (Зіг).
Площа — 5,50 км2. Населення становить 1462 ос. (станом на 31 грудня 2020).